# Syracuse Stars
Syracuse Stars je bil profesionalni hokejski iz Syracusea, New York. Deloval je 10 sezon, od 1930 do 1940. Ime Syracuse Stars so predhodno uporabljala druga športna moštva, med drugim tudi istoimenski bejzbolski klub iz 19. stoletja. 

## Zgodovina
Leta 1930 so klub iz lige International Hockey League (IHL) po imenu Hamilton Tigers novi lastniki odkupili in ga prestavili v Syracuse, kjer je začel delovati pod novim imenom Syracuse Stars.  Moštvo je prvih šest sezon igralo v ligi IHL (od 1930 do 1936), po ukinitvi lige IHL pa v ligi International-American Hockey League (od 1936 do 1940). 
Prvih pet sezon klubu ni prineslo večjih uspehov ali lovorik, medtem ko je v sezoni 1935/36 klub osvojil prvo mesto v Vzhodni diviziji. 
Med sezono 1936/37, prvo v ligi I-AHL, je klub osvojil prvo mesto Zahodne divizije in posledično pokal F. G. "Teddy" Oke Trophy. Ob koncu sezone se je klub v zgodovino zapisal kot prvi, ki je osvojil pokal Calder Cup za prvaka lige. To mu je uspelo, potem ko je v finalu premagal moštvo Philadelphia Ramblers. V finale Calder Cupa so se Starsi uvrstili tudi naslednjo sezono, a so tam izgubili proti moštvu Providence Reds.
Po štirih sezonah v ligi I-AHL je klub prevzel Louis M. Jacobs, lastnik podjetja Jacob's Concessions, in ga preselil v Buffalo, New York. Tam je začel delovati pod novim imenom Buffalo Bisons.

## Izidi

### Redna sezona
| Sezona  | Liga  | Tekem | Zmag | Porazov | Remijev | TOČ | GF  | GA  | Uvrstitev             |
| ------- | ----- | ----- | ---- | ------- | ------- | --- | --- | --- | --------------------- |
| 1930/31 | IHL   | 48    | 9    | 3       | 45      | 23  | 114 | 171 | 7. v IHL              |
| 1931/32 | IHL   | 48    | 16   | 23      | 9       | 41  | 111 | 118 | 6. v IHL              |
| 1932/33 | IHL   | 44    | 23   | 15      | 6       | 52  | 136 | 119 | 3. v IHL              |
| 1933/34 | IHL   | 44    | 19   | 21      | 4       | 42  | 114 | 120 | 4. v IHL              |
| 1934/35 | IHL   | 44    | 20   | 20      | 4       | 40  | 128 | 118 | 3. v IHL              |
| 1935/36 | IHL   | 48    | 26   | 19      | 3       | 55  | 167 | 130 | 1. v Vzhodni diviziji |
| 1936/37 | I-AHL | 48    | 27   | 16      | 5       | 59  | 173 | 129 | 1. v Zahodni diviziji |
| 1937/38 | I-AHL | 48    | 21   | 20      | 7       | 49  | 142 | 122 | 3. v Zahodni diviziji |
| 1938/39 | I-AHL | 54    | 26   | 19      | 9       | 61  | 152 | 117 | 2. v Zahodni diviziji |
| 1939/40 | I-AHL | 56    | 20   | 27      | 9       | 49  | 147 | 169 | 5. v Zahodni diviziji |

### Končnica
Legenda:

Z - zmaga, P - poraz
| Sezona  | 1. krog                                                   | 2. krog                                                   | Finale                                                    |
| ------- | --------------------------------------------------------- | --------------------------------------------------------- | --------------------------------------------------------- |
| 1930/31 | Se niso uvrstili v končnico.                              | Se niso uvrstili v končnico.                              | Se niso uvrstili v končnico.                              |
| 1931/32 | Se niso uvrstili v končnico.                              | Se niso uvrstili v končnico.                              | Se niso uvrstili v končnico.                              |
| 1932/33 | Izenačeni na drugem mestu po dvojnem krogu na izpadanje.  | Izenačeni na drugem mestu po dvojnem krogu na izpadanje.  | Izenačeni na drugem mestu po dvojnem krogu na izpadanje.  |
| 1933/34 | Izenačeni na tretjem mestu po dvojnem krogu na izpadanje. | Izenačeni na tretjem mestu po dvojnem krogu na izpadanje. | Izenačeni na tretjem mestu po dvojnem krogu na izpadanje. |
| 1934/35 | P, 0-2, Detroit                                           | —                                                         | —                                                         |
| 1935/36 | P, 0-3, Detroit                                           | —                                                         | —                                                         |
| 1936/37 | ??                                                        | ??                                                        | Z, 3-1, Philadelphia                                      |
| 1937/38 | ??                                                        | ??                                                        | P, 1-3, Providence                                        |
| 1938/39 | Izidi so za zdaj nedostopni.                              | Izidi so za zdaj nedostopni.                              | Izidi so za zdaj nedostopni.                              |
| 1939/40 | Izidi so za zdaj nedostopni.                              | Izidi so za zdaj nedostopni.                              | Izidi so za zdaj nedostopni.                              |